# 女蜘蛛人 (關·史黛西)
女蜘蛛人（英語：Spider-Woman），通常被稱為女蜘蛛人·格温（Spider-Gwen），本名關·史黛西（Gwen Stacy），是漫威漫畫中的一位虛構超級英雄角色，由作家傑森·拉圖和藝術家羅比·羅德里奎所創作。女蜘蛛人·關首次於《蜘蛛宇宙邊緣》#2中登場。

## 人物
在漫威多元宇宙的65號宇宙中，一名女高中生關多林·麥克欣·“關”·史黛西（Gwendolyn Maxine "Gwen" Stacy）被一隻受到放射性感染的蜘蛛咬傷後獲得了蜘蛛般的超能力並成為了一位名叫「女蜘蛛人」的女超級英雄。
關和她的朋友瑪莉·珍·華生、貝蒂·布蘭特和格洛麗·格蘭特組成了一隊樂隊「瑪莉·珍斯」，關是樂隊中的鼓手。
在關開始打擊犯罪後不久，她的一位高中同學兼好友彼得·帕克試圖報復在學校欺負他的人，在注射了自己製造的血清後成為了“蜥蜴人”。雖然關最後成功制服了彼得，但由於彼得使用了化學品，在戰鬥結束後死在關的懷裏。關亦因為彼得的死而受到責備，在《號角日報》的總編輯J·喬納·詹姆森的影響下，關成為了紐約市警察局的頭號目標。她的父親兼紐約市警察局長喬治·史黛西與法蘭克·卡索探長和偵探琴·德沃爾夫開始追捕她。某次，當「瑪莉·珍斯」在一場音樂會上表演時，喬治派出了一名刺客混入在觀眾席中。雖然女蜘蛛人成功擊敗了刺客，但卻被喬治持槍指向自己，此時，關脫下她的面罩。喬治得知女蜘蛛人的身份就是自己的女兒後感到非常震驚，並告訴她在他改變主意之前快逃走。
紐約市的黑幫頭目麥特·梅鐸在知道女蜘蛛人的真實身份後曾經打算以此要脅喬治，但被喬治拒絕。另一方面，創造出那隻咬傷關的放射性蜘蛛的犯罪組織「蛛絲」為了搶回成果而開始對付女蜘蛛人。

## 其他媒體

### 電視
- 《超級蜘蛛女（英语：Spider-Woman (TV series)）》：由琼·范·阿克（英语：Joan Van Ark）配音。
- 《終極蜘蛛俠》：由德芙·卡梅隆配音[1]。
- 《蜘蛛人》：由蘿拉·貝莉配音[2]。

### 電影
- 《漫威崛起：秘密勇士（英语：Marvel Rising: Secret Warriors）》：由德芙·卡梅隆配音[3]。

- 蜘蛛宇宙系列：由海莉·史坦菲德配音。
  - 《蜘蛛俠：跳入蜘蛛宇宙》（2018年）
  - 《蜘蛛人：穿越新宇宙》（2023年）
  - 《蜘蛛人：超越新宇宙》（2027年） [4]

### 遊戲
- 《蜘蛛人：飛越無限（英语：Spider-Man Unlimited (video game)）》，由勞拉·貝利（英语：Laura Bailey (voice actress)）配音[5]。
- 《Marvel超級爭霸戰（英语：Marvel: Contest of Champions）》[6]
- 《Marvel：復仇者聯盟（英语：Marvel: Avengers Alliance）》
- 《漫威英雄 Online》，由阿什利·約翰森（英语：Ashley Johnson）配音[7][8]。
- 《漫威：未來之戰》：手機遊戲，女蜘蛛人（關·史黛西）是玩家可使用角色之一。[9]
- 《漫威超級戰爭》
- 《漫威拼圖探索（英语：Marvel Puzzle Quest）》[10]
- 《漫威復仇者學院（英语：Marvel Avengers Academy）》
- 《乐高漫威超级英雄2（英语：Lego Marvel Super Heroes 2）》[11]

## 外部連結
- Spider-Woman (Gwen Stacy) （页面存档备份，存于） 超級英雄數據庫